# سیلمز لات
سیلمز لات (به انگلیسی: 'Salem's Lot) یک رمان ترسناک از نویسنده آمریکایی استیون کینگ است که در سال ۱۹۷۵ منتشر شد. این دومین رمان منتشر شده او بود. داستان شامل نویسنده‌ای به نام بن میرس است که به شهر اورشلیمز لات (یا به اختصار «سیلمز لات») در مین بازمی‌گردد، جایی که از پنج تا نه سالگی در آنجا زندگی می‌کرد، اما متوجه شد که ساکنان در حال تبدیل شدن به خون‌آشام هستند. این شهر در داستان‌های کوتاه «قصه اورشلیم» و «یکی برای جاده» که هر دو از مجموعه داستان کینگ شیفت شب (۱۹۷۸) هستند، مورد بازبینی قرار گرفته‌است. این رمان در سال ۱۹۷۶ نامزد جایزه جایزه جهانی فانتری برای رمان و جایزه لوکوس برای بهترین رمان فانتزی تمام دوران در سال ۱۹۸۷ شد.
در دو مصاحبه جداگانه در دهه ۱۹۸۰، کینگ گفت که از بین تمام کتاب‌هایش، این کتاب مورد علاقه او بود. در مصاحبه ژوئن ۱۹۸۳ خود با پلی‌بوی، مصاحبه‌کننده اشاره کرد که چون مورد علاقه‌اش بود، کینگ در حال برنامه‌ریزی دنباله‌ای بود، اما کینگ در وب‌سایت خود نوشت، از آنجا که سریال برج تاریک قبلاً روایت را در گرگ‌های کالا و ترانه سوزانا ادامه داده‌است او احساس کرد دیگر نیازی به یک دنباله نیست. در سال ۱۹۸۷ او در مجله های‌وی پترول‌من به فیل کنستانتین گفت:: «به نوعی این داستان مورد علاقه من است، بیشتر به دلیل آنچه در مورد شهرهای کوچک می‌گوید. آنها در حال حاضر نوعی ارگانیسم در حال مرگ هستند. داستان به نظر من یک جورهایی خونسرد به نظر می‌رسد. من یک نقطهٔ سرد خاص در قلبم برای آن دارم!»
اقتباسی از این رمان از نیو لاین سینما در آوریل ۲۰۱۹ اعلام شد که جیمز وان به تهیه‌کنندگی و گری دابرمن به نویسندگی و تهیه‌کنندگی اجرایی می‌پردازند. فیلمبرداری در سپتامبر ۲۰۲۱ با کارگردانی دابرمن و تهیه کنندگی وان در بوستون آغاز شد. لوئیس پولمن در نقش بن میرز بازی خواهد کرد. اسپنسر تریت کلارک و مکنزی لی به ترتیب در نقش مایک رایرسون و سوزان نورتون نقش آفرینی خواهند کرد.
این کتاب به نائومی دختر کینگ تقدیم شده‌است.